# أولاوس وورم
أولاوُس وُورْم (بالإنجليزية: Ole Worm)‏‏ (13 مايو 1588 في آرهوس - 31 أغسطس 1654 في كوبنهاغن) عالم آثار، ومؤرخ عصور ما قبل التاريخ، وأستاذ جامعي، وطبيب، وفيزيائي، وعالم حيوانات، وعالم طبيعة دنماركي.

## معرض صور

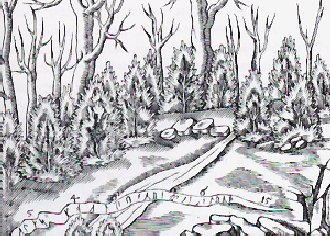
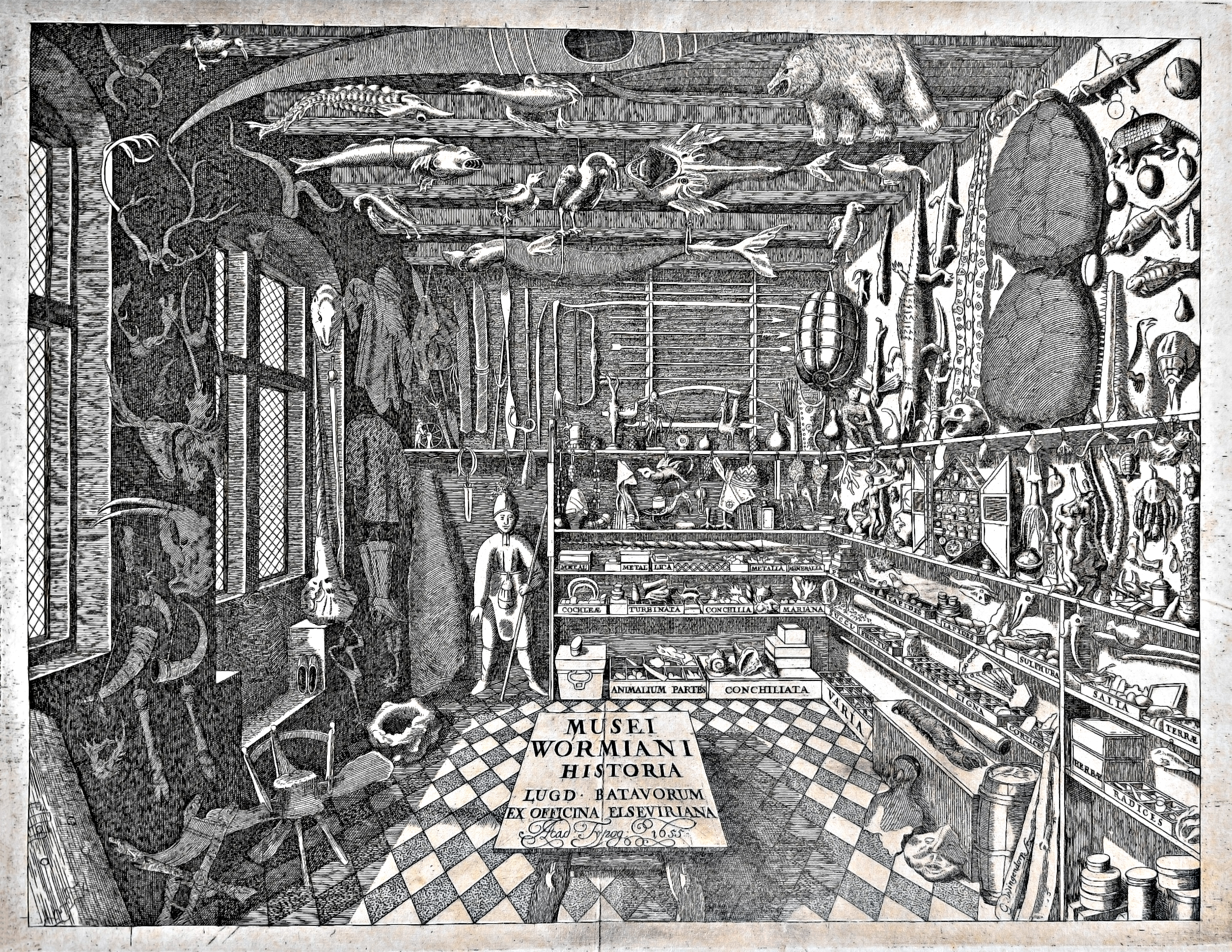
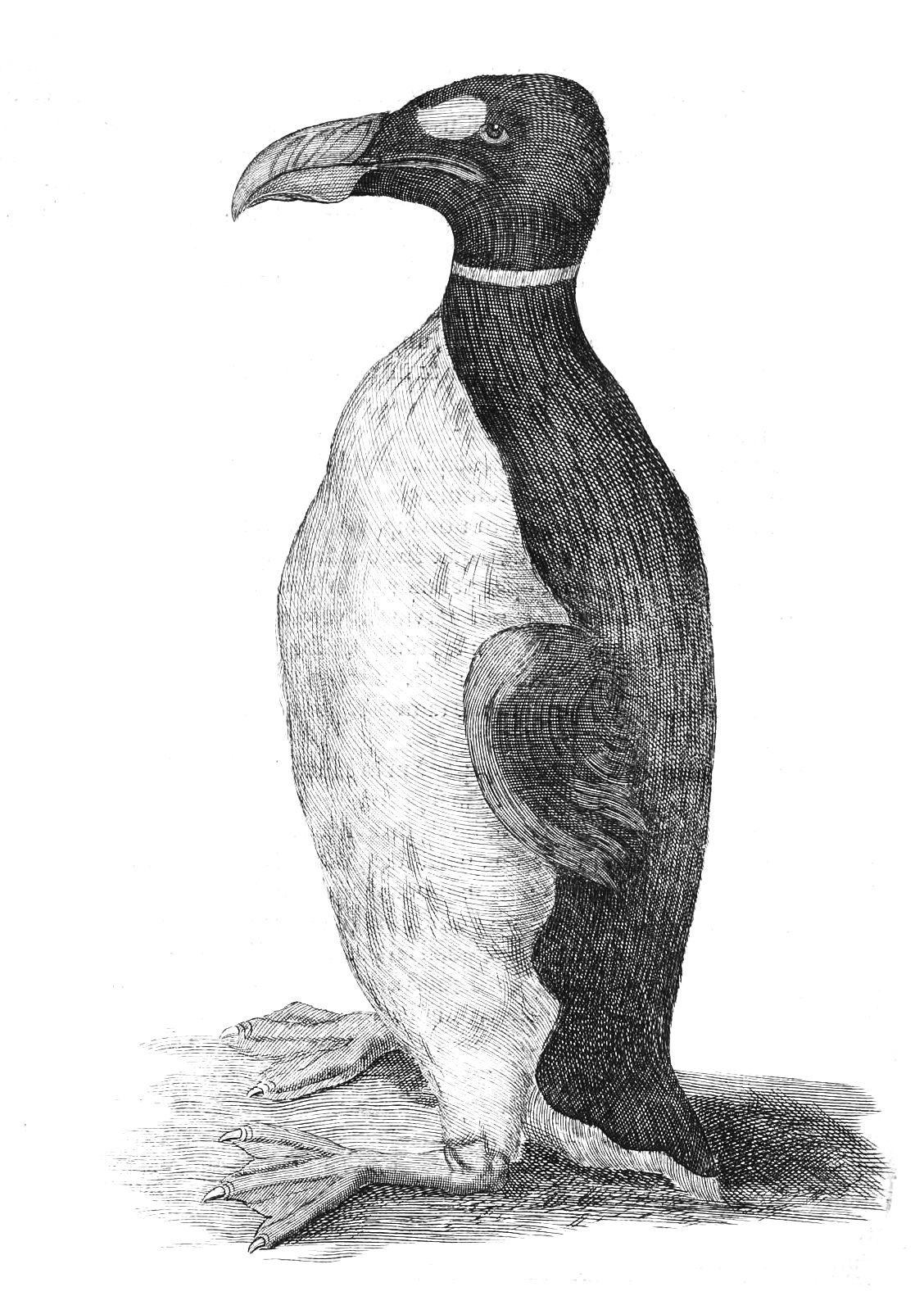